# Рогозові
Рогозові (Typhaceae) — родина трав'янистих рослин ряду тонконогоцвіті (Poales). В Україні зростає кілька видів роду рогіз (Typha) і кілька видів роду їжача голівка (Sparganium).

## Опис
Не запушені, водні або напівводні, кореневищні, трав'янисті великі багаторічники, які ростуть у грязюці. Стебла прості або розгалужені. Листки чергові, прості, лінійні, цільні, сидячі. Рогіз має циліндричне суцвіття, їжача голівка — кулясте. Квіти одностатеві. Плоди — невеликі капсули. Основне число хромосом х = 15.

## Поширення
Більш-менш поширені в усьому світі. Рослини іноді використовуються як декоративні.

## Роди
- Sparganium L.
- Typha L.

## Галерея

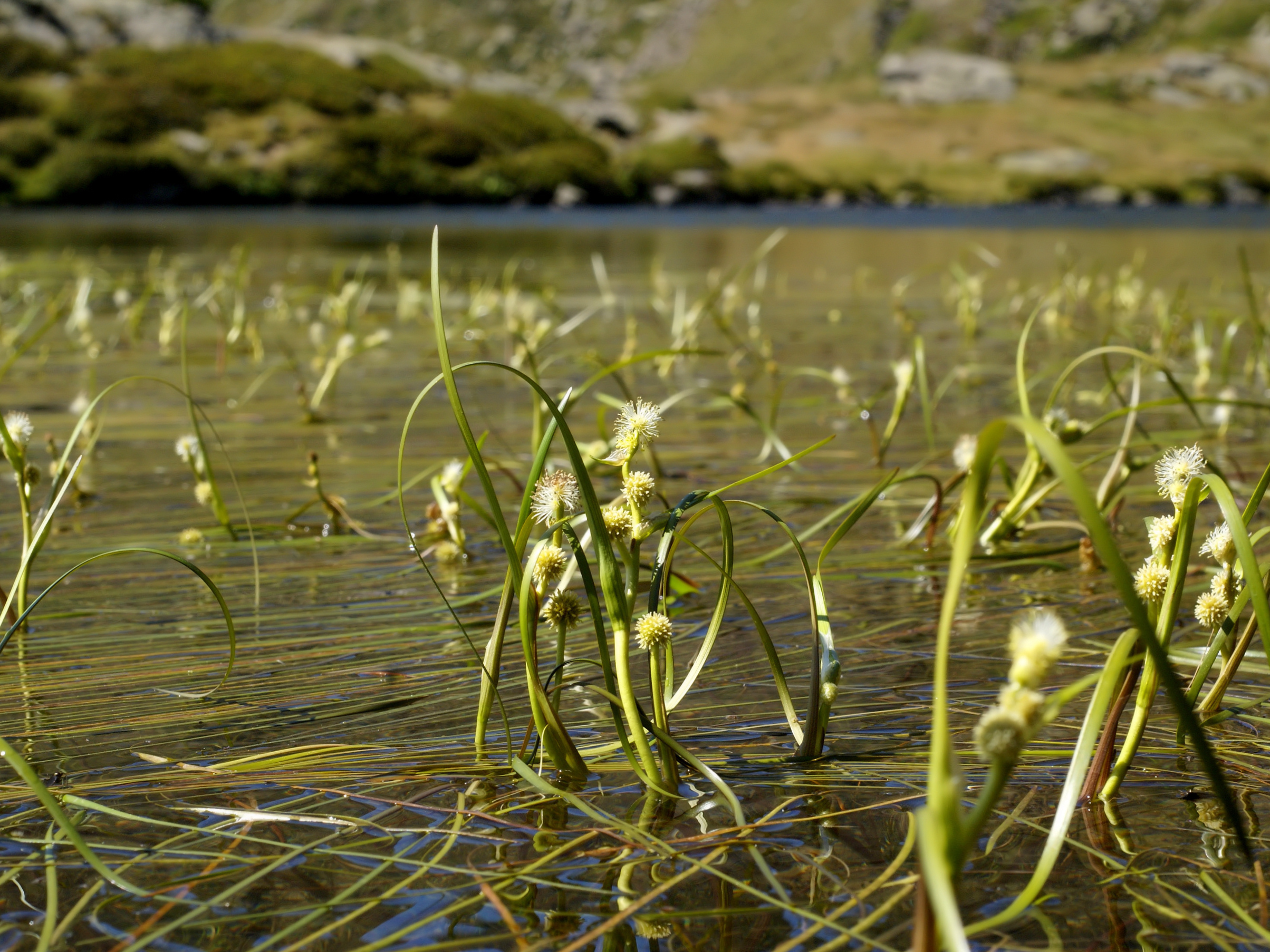
Sparganium angustifolium
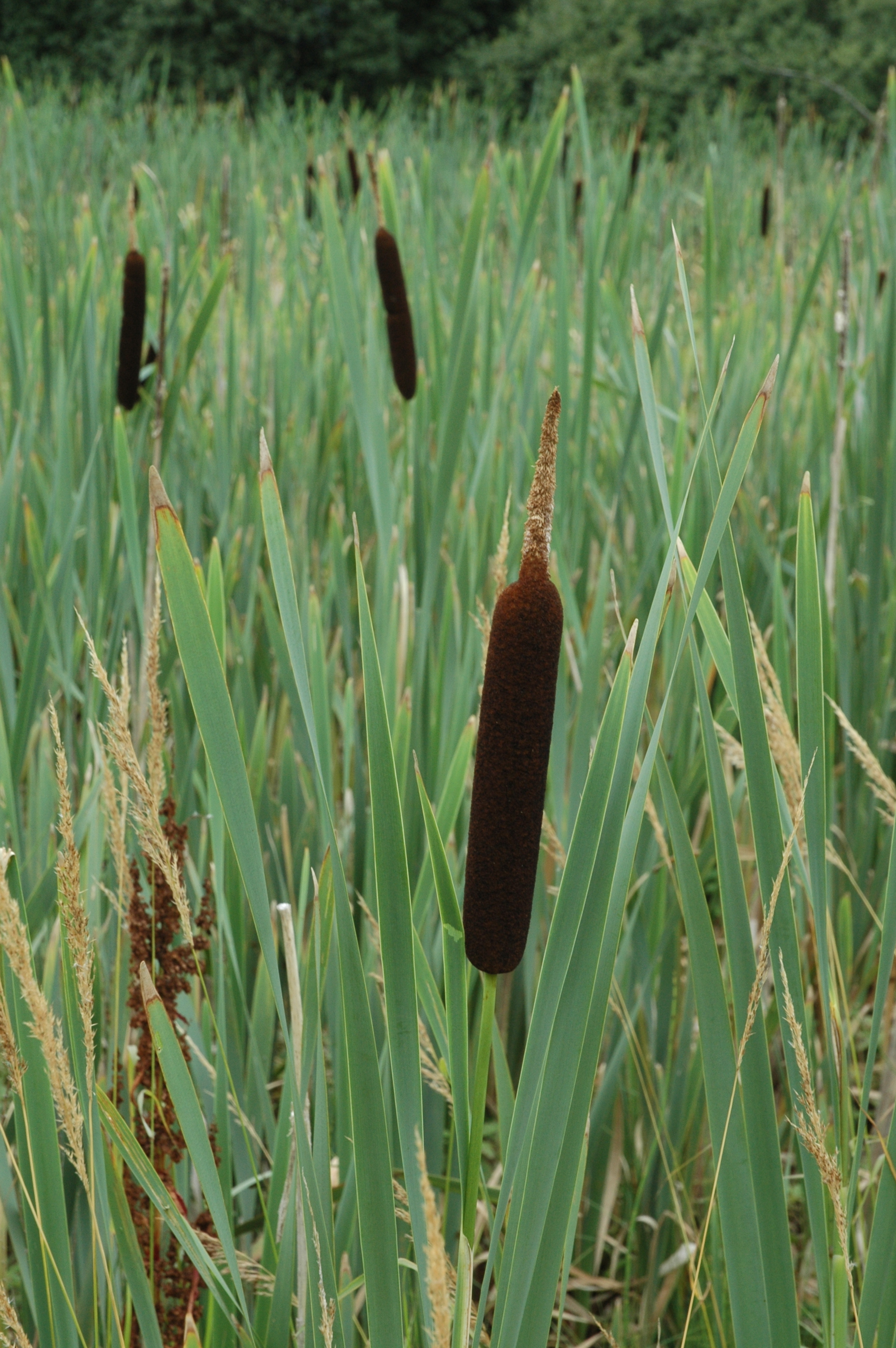
Рогіз широколистий